# Akwedukt Vanvitellego
Akwedukt Vanvitellego także Akwedukt Carolino (wł. Acquedotto Carolino) – akwedukt w pobliżu miejscowości Valle di Maddaloni w regionie Kampania w prowincji Caserta, na północy Neapolu we Włoszech. 

## Opis
Akwedukt Vanvitellego powstał w latach 1753–1762 według planów architekta Luigiego Vanvitellego dla Karola III. Jest częścią kompleksu, który obejmuje okazały Pałac Królewski w Casercie z parkiem, ogrodami i terenami leśnymi, akwedukt Carolino i kompleks przemysłowy w San Leucio, zbudowany do produkcji jedwabiu. Całość powstała dla władców z dynastii Burbonów, którzy w XVIII i XIX wieku panowali w Królestwie Neapolu i Królestwie Sycylii, a później w Królestwie Obojga Sycylii, powstałym z ich połączenia.
Akwedukt Carolino z imponującym wiaduktem służył do dostarczania wody pałacowi, ogrodom i przyszłej stolicy królestwa, ale także młynom, hutom żelaza i produkcji przemysłowej. Woda dostarczana była ze źródła Fizo mającego swój początek na szczycie Montebriano w odległości ok. 38 km do punktów docelowych. Otwarcie wiaduktu odbyło się 7 maja 1762 r. Do naszych czasów zachował się odcinek o długości 529 metrów i wysokości 55,8 metra w pobliżu miejscowości Valle di Maddaloni. 
W 1997 r. cały kompleks wraz z Akwedukt Vanvitellego został wpisany na listę światowo dziedzictwa UNESCO.

## Galeria

Akwedukt Vanvitellego
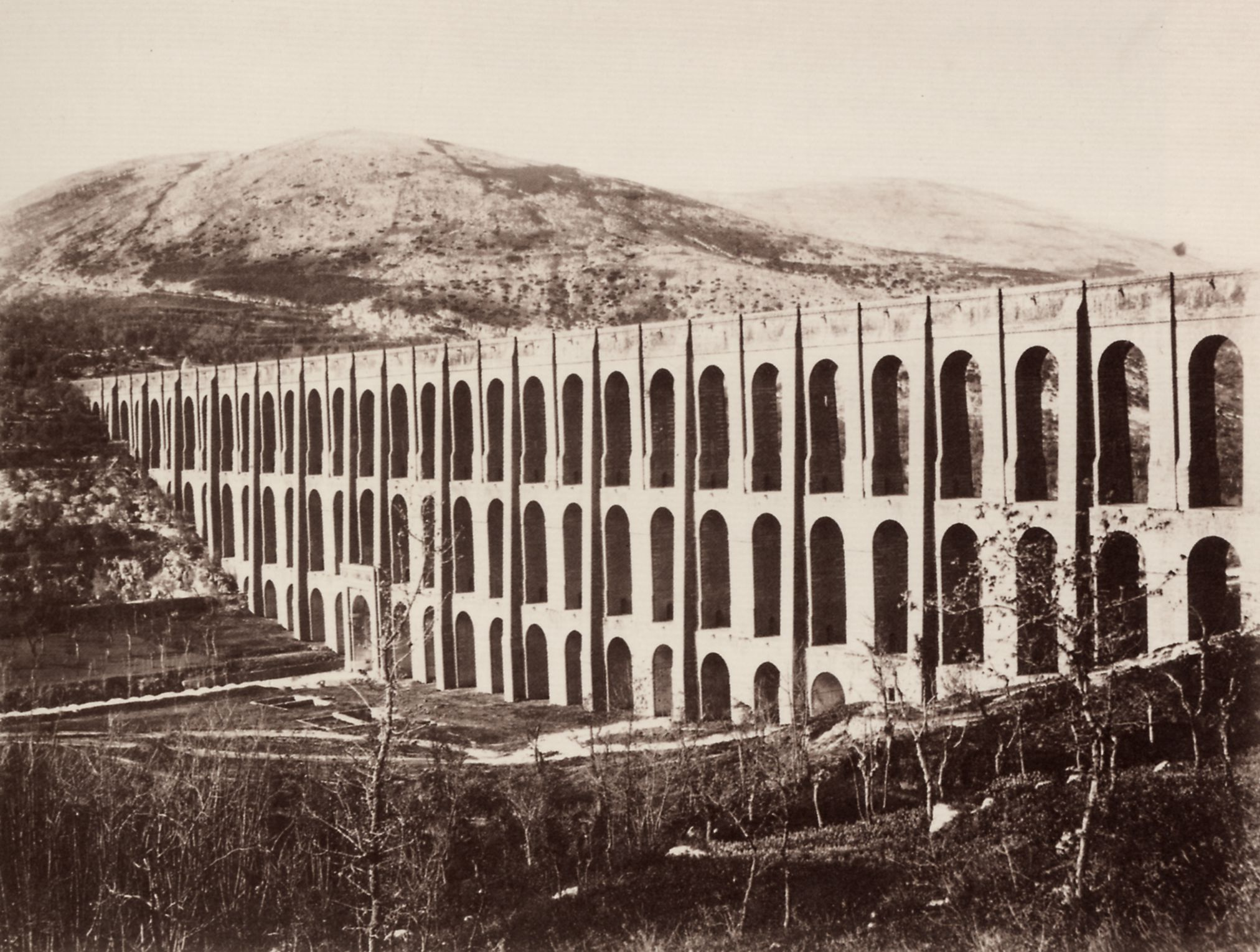
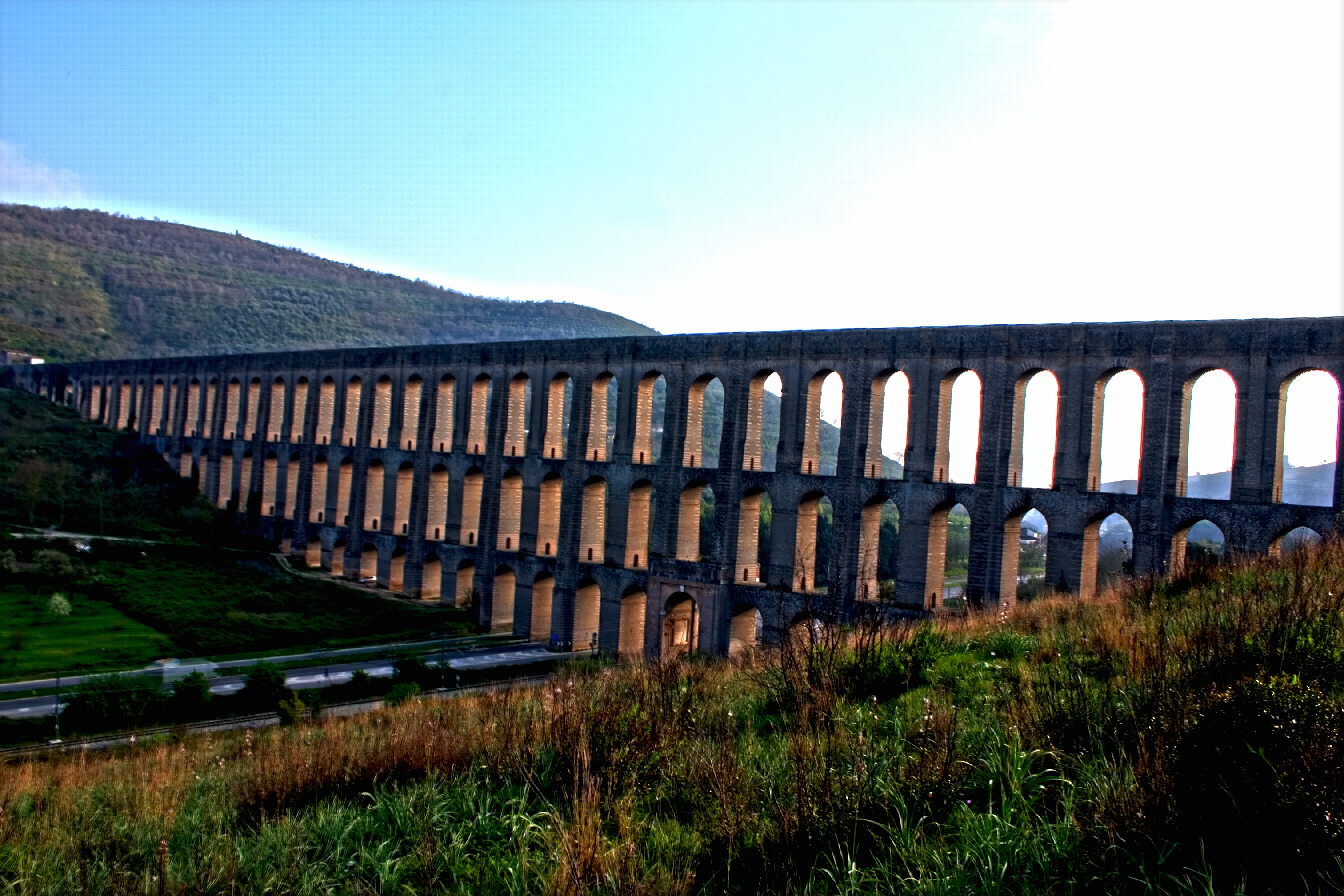
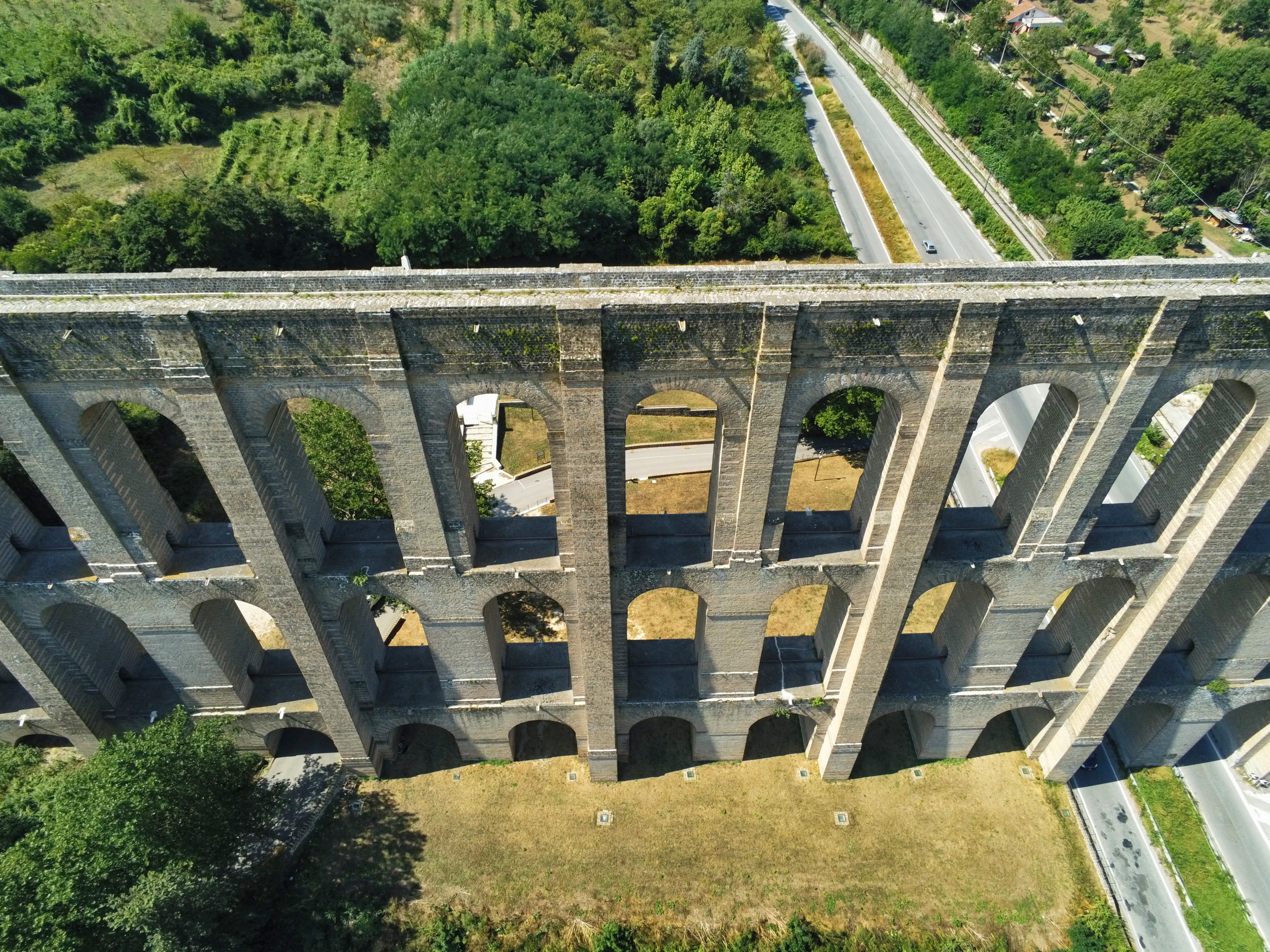
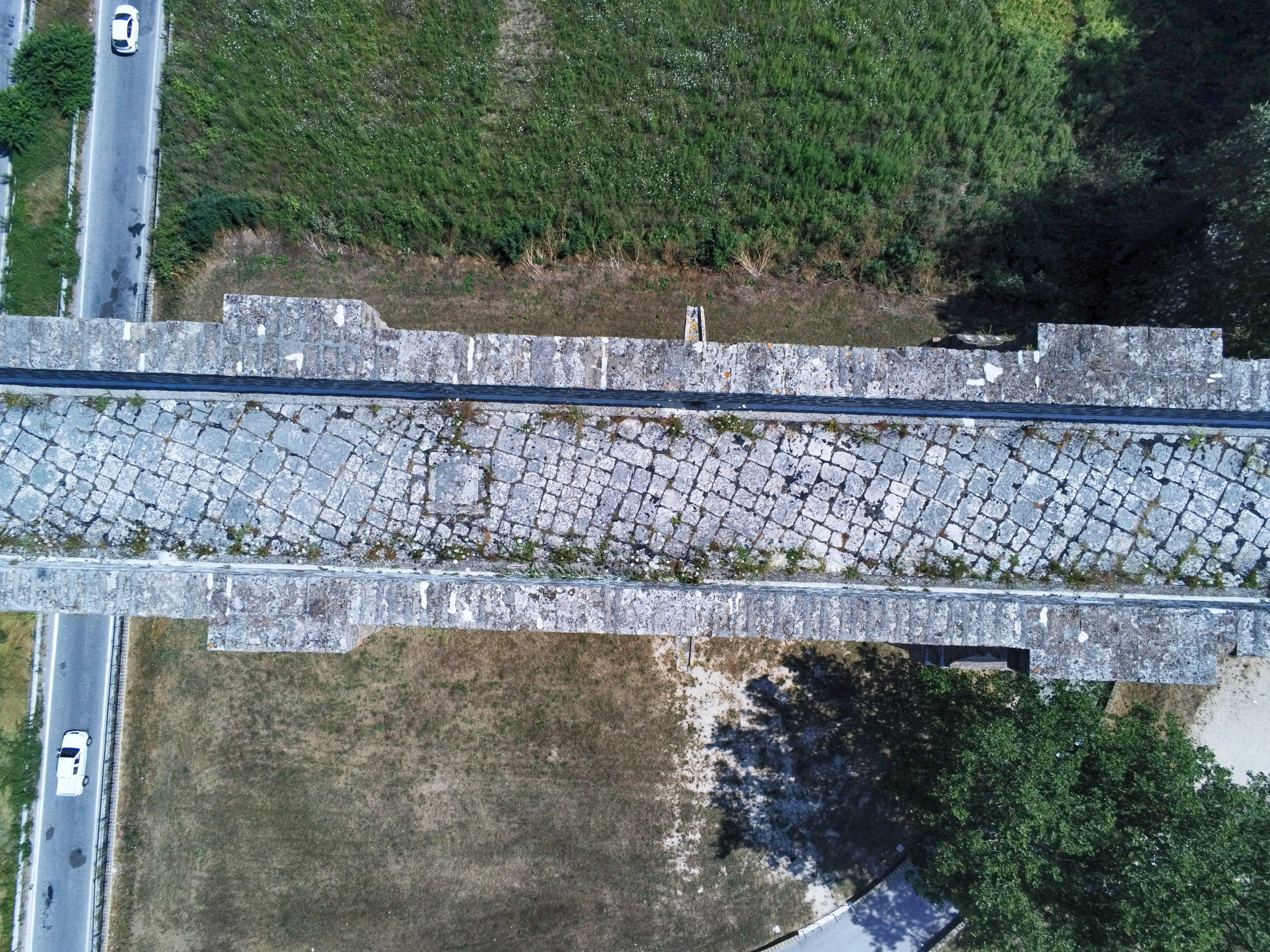